# Cima dei XII Apostoli
Die Cima dei XII Apostoli ist ein 2699 m s.l.m. hoher Berg im südlichen Bereich der Brentagruppe.

## Lage und Beschreibung
Der Berg liegt in der Vallon-Gruppe auf dem vom Passo dei XII Apostoli (2620 m)  nach nordnordwest verlaufenden Kamm. Letzterer grenzt das nördliche liegende Val di Nardis vom südliche gelegenen  Val di Sacco ab. Nach der Cima dei XII Apostoli senkt sich der Kamm zur Colmalta (2467 m) ab. Die Nordseite des Berges überragt das Rifugio XII Apostoli und das darunter verlaufende Nardis-Tal. In der Nordwand liegt etwas oberhalb der Hütte, die in den Fels gesprengte Zwölf-Apostel-Kapelle.
Benannt ist sie nach zwölf charakteristischen durch Erosion geformte Felsformationen, die etwas unterhalb des Passo dei XII Apostoli im oberen Val di Sacco liegen.

## Alpinismus
Die erste bekannte Besteigung wurde von den beiden SAT-Mitgliedern Mario Scotoni und Vico Bonfioli im Sommer 1910 durchgeführt. Der Normalweg verläuft vom Passo dei XII Apostoli entlang des Nordwestgrates zum Gipfel. Der Berg wurde lange Zeit wegen seines brüchigen Gesteins als nicht besonders interessanter Kletterberg betrachtet. Alpinistisch erschlossen wurde die Cima dei XII Apostoli vom ehemaligen Hüttenwirt der Zwölf-Apostel-Hütte, Ermanno Salvaterra, der hier mehrere Routen eröffnet hat.

## Stützpunkte und Routen
Die Cima dei XII Apostoli ist vor allem als Aussichtsberg beliebt. Sie bietet aber auch mehrere Routen sowohl an der Nord- als auch der Südwand, die bis zum Schwierigkeitsgrad UIAA VI reichen. Als Stützpunkt für die Besteigung dient die am Fuß der Nordwand gelegene Zwölf-Apostel-Hütte.